# Carne processada

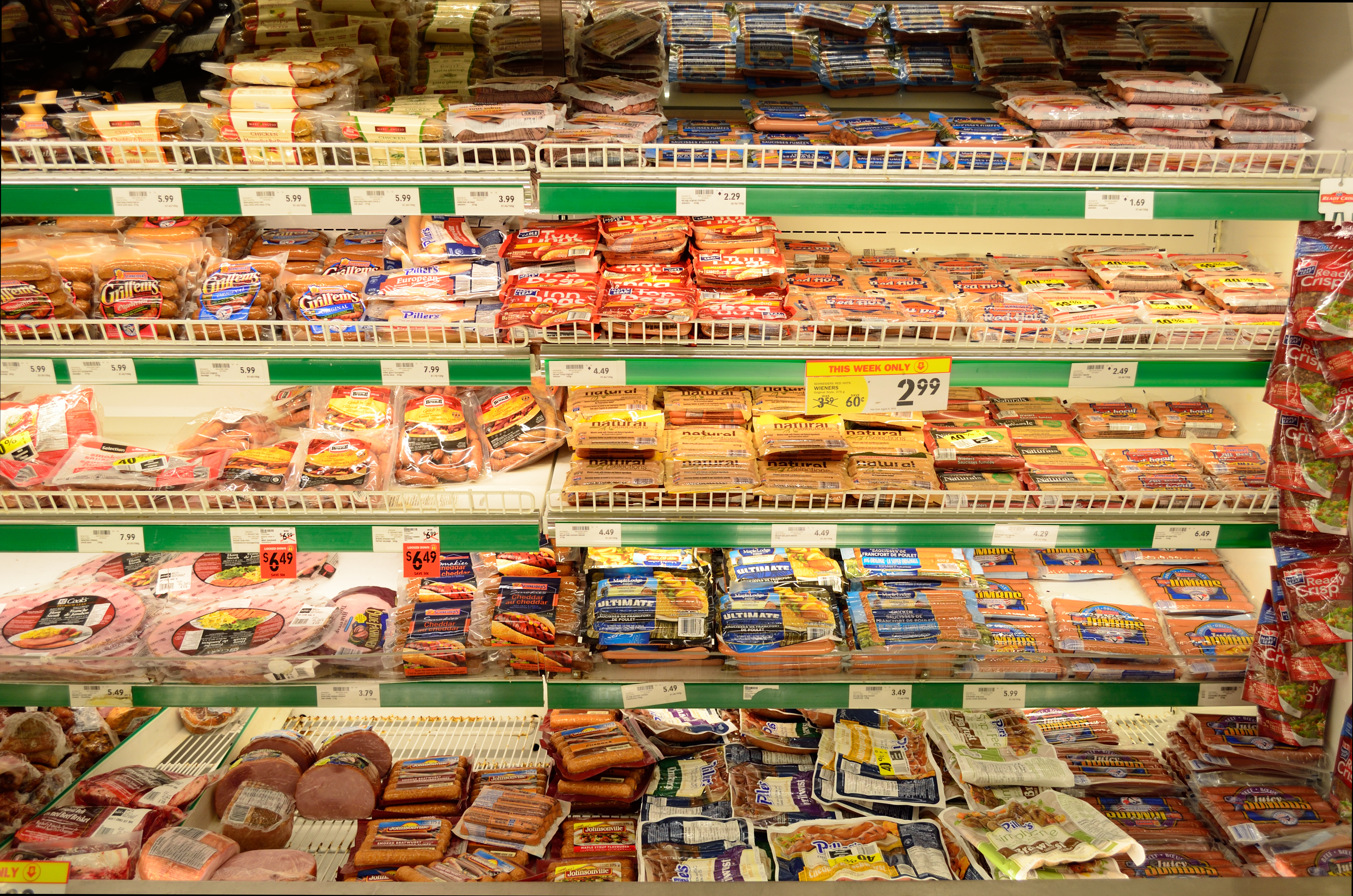
Seleção de carnes processadas num supermercado.

Carne processada é qualquer carne que tenha sido modificada de forma a melhorar o seu sabor ou aumentar o seu prazo de validade. Entre os métodos de processamento de carne mais comuns estão a salmoura, cura, fermentação, fumagem ou o acréscimo de conservantes. As carnes processadas são geralmente feitas a partir de carne de porco, de vaca ou de aves de criação, embora possam também contem vísceras ou produtos derivados, como sangue. Entre os produtos de carne processada mais comuns estão o toucinho, presunto, fiambre, salsichas, salame, carne seca, carnes frias ou nuggets de frango. O termo carne processada designa qualquer processo que altere a carne fresca, mas exclui processos puramente mecânicos como cortes ou misturas.